# Torre de Rejas
La gorre de Rejas (en valenciano: Torre de Reixes) es una torre defensiva ubicada en las inmediaciones de la huerta alicantina, en la entidad de Santa Faz, perteneciente a la ciudad de Alicante (España). Debe su nombre a las dos grandes rejas que posee en su fachada principal.
En el año 1997 fue catalogada como Bien de Interés Cultural, junto con el resto de torres defensivas de la huerta de Alicante.

## Historia
La leyenda sostiene que fue la mansión del corsario árabe Ben Aymet, quien mandó destruir en el siglo XII la ciudad de Lloixa, ubicada en las proximidades de San Juan de Alicante; tras la conquista, sus tropas se acuartelaron en la torre.
El edificio actual es el tradicional de las casas nobles en la Huerta de Alicante y corresponde al siglo XVI, destacando su torre fortificada. Perteneció a la familia Talayero, cuyo escudo de armas se encuentra esculpido en la fachada. Después pasó a manos del arquitecto Miguel López González, que llevó a cabo una profunda restauración del inmueble en los años 1940, aportando al conjunto restos del claustro de San Nicolás. Finalmente fue adquirido por el Grupo Juan XXIII, que explota la finca en la actualidad para celebraciones y banquetes.
Está construida con sillarejos y sillares esquineros y se compone de sótano, planta baja, tres pisos y terraza, y su base se protege por un talud.